# أولكسندر هايدوك
أولكسندر هايدوك (بالأوكرانية: Олександр Володимирович Гайдук) (مواليد 11 مايو 1972) هو لاعب كرة قدم أوكراني متقاعد.